# Flambouw

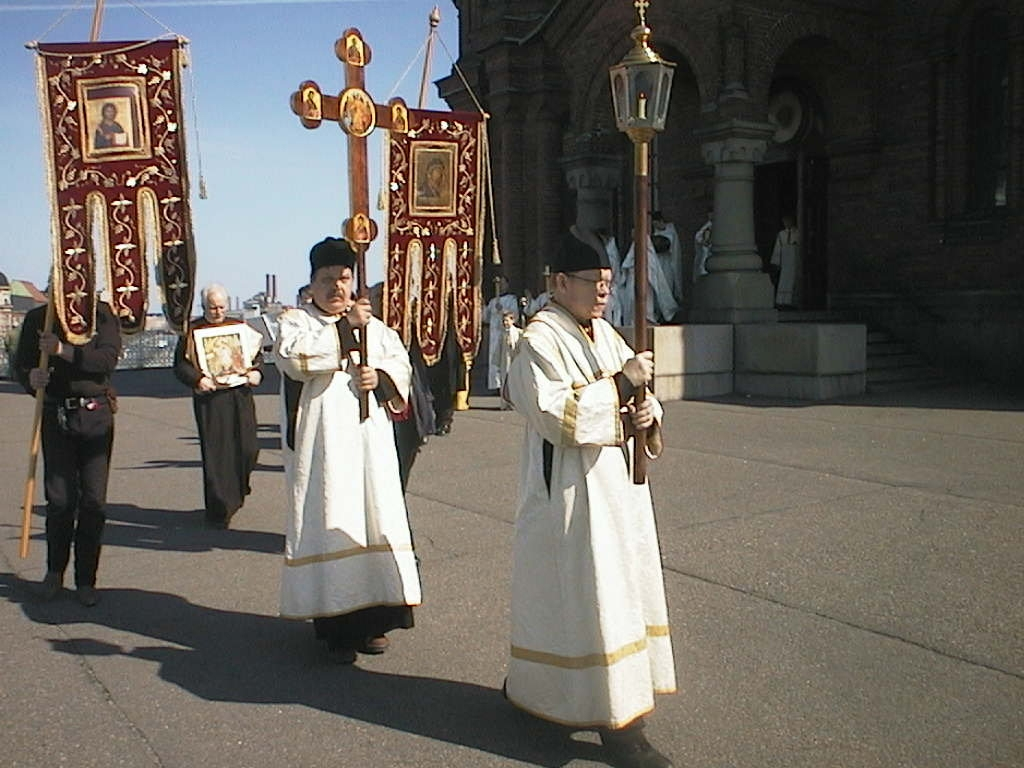
Russisch-Orthodoxe processie. De voorste misdienaar draagt de flambouw

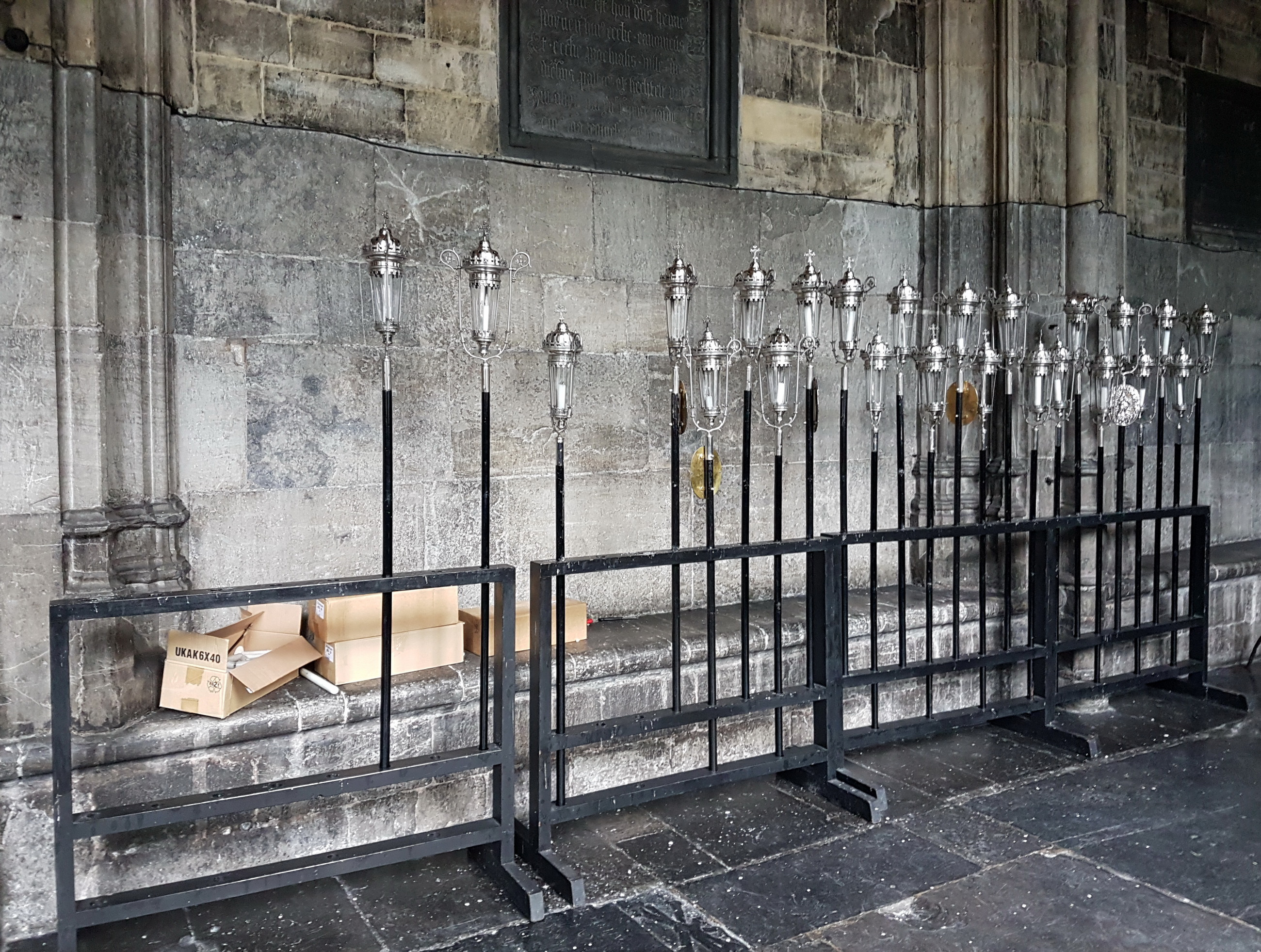
Flambouwen in de kruisgang van de Basiliek van Onze-Lieve-Vrouw te Maastricht

Een flambouw (ook wel flambooi, flambeeuw of processielantaarn genoemd) is een lantaarn of kaars op een lange stok of stang. Het woord is afgeleid van het Franse flambeau. Het Middelnederlandse flambeeu en het West-Vlaamse flambeeuw zijn afgeleid van de Picardische vorm van het Franse woord.
Flambouwen worden onder andere gebruikt in de Katholieke Kerk bij processies, vaak ter flankering van het processiekruis. Het dragen van de flambouwen was vroeger de taak van broederschappen, tegenwoordig van misdienaars, die dan ceroferarius worden genoemd.
Tijdens het lezen van het Evangelie wordt de diaken vaak geflankeerd door twee misdienaars met flambouw. In vroeger tijden werd de flambouw ook meegedragen als een priester de Heilige Communie naar een zieke bracht. In die zin kan de flambouw worden opgevat als een 'mobiele godslamp'. Men werd geacht te knielen tot de priester voorbij was gelopen.